# Головеньки (Московская область)
Головеньки — деревня в Наро-Фоминском районе Московской области, в составе сельского поселения Ташировское. Численность постоянного населения по Всероссийской переписи 2010 года — 27 человек, в деревне числятся 6 садовых товариществ. До 2006 года Головеньки входили в состав Ташировского сельского округа.
Деревня расположена в западной части района, на безымянном правом притоке реки Иневка (приток Нары), примерно в 6 км к северу от города Наро-Фоминска, высота центра над уровнем моря 193 м. Ближайший населённый пункт — Малые Семенычи в 0,5 км на юг.
В юго-восточной части деревни находится платформа 221 км Большого кольца Московской железной дороги. К востоку и юго-востоку от деревни расположен танковый полигон «Головеньки», использующийся для тренировок 4-й гвардейской танковой Кантемировской дивизии. К северо-западу от деревни располагались сооружения радиолокационной станции дальнего обнаружения Дунай-3М.